# Antoine Doinel
Antoine Doinel (i samtlige film spillet af Jean-Pierre Léaud) er François Truffauts alterego, hvis "eventyr" skildres på semi-dokumentarisk vis i de fem film Les quatre cents coups (Ung Flugt, 1959), Baisers volés (Stjålne kys, 1968), Domicile conjugal (Elsker... elsker ikke, 1970) og L'amour en fuite (Kærlighed på flugt, 1979).
Ung flugt: Antoine en blot 14-årig knægt, hvis forældre ikke viser særlig meget interesse i ham, Stjålne kys: Antoine bliver forenet med Christine Darbon (Claude Jade), Elsker, elsker ikke: Antoine blevet gift med Christine og Kærlighed på flugt: Antoine og Christine er blevet skilt.